# اندروز
اندروز (1715 بإنجلترا في المملكة المتحدة - )  (بالإنجليزية: Andrews)‏ هو لاعب كريكت بريطاني. لعب مع Slindon Cricket Club ‏.